# Royal Standard
Royal Standard is een Zwitsers historisch merk van motorfietsen.
De bedrijfsnaam was: J. Pauchand & Cie, later Ateliers des Charmilles, S.A, Genève (1928-1937).
Pauchand bouwde onder de naam "Royal Standard" motorfietsen van 1928 tot 1937. Daaronder was rond 1929 een 398cc-paralleltwin met een voor die tijd vooruitstrevende blokmotor die werd ingekocht bij Zürcher.